# Тразимено (департамент)
Тразимено (фр. Trasimène) — административная единица Первой французской империи, располагавшаяся на части земель современных итальянских провинций Витербо, Перуджа, Терни, Мачерата. Департамент назван в честь Тразименского озера. Департамент был основан в 1809 году, когда Папская область была аннексирована Францией. Он был расформирован после поражения Наполеона I в 1814 году. На Венском конгрессе Папская область была восстановлена и возвращена папе Римскому Пию VII.
Департамент был разделен на следующие округа и кантоны (по состоянию на 1812 год):
- округ Сполето, кантоны: Аркуата, Каша, Норча, Сполето (2 кантона), Терни (2 кантоны) и Виссо.
- округ Фолиньо, кантоны: Ассизи, Беттона, Беванья, Фолиньо, Гуальдо, Монтефалько, Ночера, Спелло и Треви.
- округ Перуджа, кантоны: Кастильоне-дель-Лаго, Читта-делла-Пьеве, Читта-ди-Кастелло, Фратта, Монте-Санта-Мария, Паникале, Пассиньяно и Перуджа (3 кантона).
- округ Тоди, кантоны: Аквапенденте, Амелия, Баски, Фикулле, Маршано, Масса, Орвието и Тоди (2 кантона).

Население департамента в 1812 году составляло примерно 300 тысяч человек, а его площадь насчитывала 11120 квадратных километров.